# Havok
Havok je americká thrash metalová skupina pocházející z Denveru, k jejímuž založení došlo roku 2004. Její současní členové jsou David Sanchez (zpěv, doprovodná kytara), Pete Webber (bicí), Reece Scruggs (kytara) a Brandon Bruce (baskytara). Skupina zatím vydala pět alb: Burn (2009), Time Is Up (2011), Unnatural Selection (2013), Conformicide (2017) a V (2020)

## Historie
David Sanchez založil Havok se svým spolužákem a bubeníkem Haakonem Sjoegrenem. Dvojce následně hledala kytaristu z okolí Denveru, a na místo nastoupil Shawn Chavez. Post basáka obsadil Marcus Corich a v tomto složení vytvořila skupina své první demo s názvem "Thrash Can." V roce 2005 vydali další EP s názvem "Murder by Metal". V roce 2007 se na pozici basáka objevil Tyler Cantrell a za bicí usedl Rich Tice. Devatenáctého září téhož roku vydala skupina další EP s názvem "Pwn 'Em All."
V prosinci roku 2007 začali spolupracovat s Candlelight Records. V červnu 2009 vydala skupina první album s názvem Burn. Tou dobou již byl na postu bubeníka Pete Webber. Burn bylo přijato metalovou komunitou pozitivně, ale nezajistilo skupině celosvětovou známost. Dvacátého května roku 2010 měla skupina vyrazit na tour se skupinou Primal Fear, ale téhož dne Shawn Chavez odešel že skupiny. Místo zrušení se ale Sanchez naučil všechna sóla a Havok vystupoval jako trio. V září téhož roku nastoupil na pozici hlavního kytaristy Reece Scruggs. V březnu následujícího roku skupina vydala své druhé album, a to Time Is Up. Album se šířilo v metalové komunitě a bylo kladně hodnoceno jak kritiky, tak fanoušky. Stalo se definující pro tzv. Novou vlnu thrash metalové scény. Úspěch alba zajistil skupině spolupráci s mnoha populárními skupinami, jako například Sepultura, Death Angel, Anthrax a Behemoth.
Po roce intenzivního vystupování, Havok se vrátil do Denveru a začal pracovat na novém albu. "Unnatural Selection" bylo vydáno 25. června 2013, a díky jeho popularitě se skupina vydala do Kolumbie na Rock Al Parque festinal, kterého se zúžastnilo přibližně 45 tisíc lidí. Unnatural Selection bylo poslední album, které skupina vydala pod Candlelight Records a 11. července skupina uzavřela smlouvu s Century Media Records.
Třicátého dubna 2015 zemřel ve věku 30 let zakládající kytarista Shawn Chavez.

## Diskografie

#### Studiová alba
- Burn (2009)
- Time Is Up (2011)
- Unnatural Selection (2013)
- Conformicide (2017)
- V (2020)

#### EP
- Point of No Return (2012)